# 烏達內塔市 (拉臘州)

烏達內塔市（西班牙語：Municipio Urdaneta），是委內瑞拉的一個市，位於該國西部拉臘州，首府設於錫基西克，面積4,256平方公里，2007年人口63,213，該鎮人口密度每平方公里15人。